# 山下暁子
山下暁子（やましたきょうこ）は、日本の美術科教育研究者。青山学院大学教育人間科学部教育学科 准教授。
教育人間学の研究として、風景や原風景と自己との関係をテーマに研究を行っている。美術科教育の研究として、教員養成課程における実践から、図画工作科の教科観および教科の特性について研究を行っている。

## 経歴
出典
1996年 多摩美術大学美術学部絵画科 油画専攻卒業。
2005年 横浜国立大学大学院教育学研究科芸術系教育専攻修士課程修了。
2012年 東京学芸大学大学院連合学校教育学研究科学校教育学専攻 博士課程修了。
2012年 至誠館大学東京キャンパスにて「芸術文化論」を非常勤講師。
2015年 和光大学現代人間学部 心理教育学科に、図画工作担当の特別専任講師（～2023年）。
2019年 横浜国立大学教育学部にて「小教専図工」を非常勤講師（～2021年）。
2021年 横浜国立大学教育学部にて「初等教科教育法（図画工作）」を非常勤講師（～2022年）
2023年 青山学院大学教育人間科学部 教育学科 准教授（～現在）。

## 著作・論文（及び作品）
出典
- 「風景の解釈―『風景』の語を中心に」2011年3月『美術教育学研究』第42号，大学美術教育学会，pp.68-76.
- 「原風景の位相と教育についての試論」2012年10月『学校教育学研究論集』第26号，東京学芸大学大学院連合学校教育学研究科，pp.51-63.
- 「教育デザインへの提案―『否定的なもの』の力」2013年3月『教育デザイン研究』第4号，横浜国立大学教育デザイン研究会
- 「原風景を再考する―故郷論の視点から」2014年3月『横浜国立大学教育学会研究論集』第1号，横浜国立大学教育学会，pp.1-12.
- 「風景，環境世界，及び自己と感性との関係性―美術教育の教育的意義としての『情操』の背景にある自己の働き」2015年3月『美術教育学』第35号，美術科教育学会，pp.511-522.
- 「描画教育における色彩の問題～小学校教員養成課程における絵画指導の実践から～」2015年3月『美術教育学研究』第47号，大学美術教育学会，pp.1-8.
- 「教員養成課程の実態と「評価」に関する一考察―図画工作科の理解モデル提案のために―」2017年3月『美術教育学研究』第49号
- 「教員養成課程における視聴覚教材の利用『絵を描く子どもたち』―教材としての意義とねらい―」2021年3月『美術教育学研究』第 53 号，大学美術教育学会，pp.289–296．

## 所属学会
美術科教育学会，教育哲学会，大学美術教育学会，日本美術教育連合，臨床教育人間学会